# Information scientifique et technique d'excellence
Istex est un réservoir de plus de 29 millions de publications scientifiques multilingues et multidisciplinaires s’étalant sur 700 ans. Il représente une ressource pour deux usages : un usage documentaire (pour accéder à des documents scientifiques), un usage de fouille de textes (pour constituer un corpus à des fins d’analyse textuelle).
Ce réservoir est le fruit du partenariat entre le CNRS, l’Abes, Couperin et l'Université de Lorraine, agissant en son nom et pour le compte de France Universités. Il dessert l’ensemble des établissements français de l’enseignement supérieur et de la recherche. La plateforme Istex, opérée par le CNRS et les équipes de l'Inist, se positionne dans le paysage de la science ouverte puisqu’elle permet l’accès à des publications parfois inaccessibles sur les sites éditeurs.

## Historique
Istex est né en 2011 d’une impulsion nationale dans le cadre du Programme d’Investissements d’Avenir (PIA) du ministère de l’Enseignement supérieur, de la recherche et de l’innovation (Mesri) financé par l’Agence Nationale de la Recherche (ANR). Ce projet a initialement permis l’achat de plus de 25 millions de documents scientifiques et la création d’une plateforme numérique accessibles via l’environnement numérique de travail des établissements ayants droit. Depuis le 8 mars 2022, Istex est un projet d’infrastructure de recherche dans la feuille de route nationale du Mesri.

## La base Istex
Les publications Istex sont des acquisitions qui proviennent d’achats d’archives scientifiques au travers de licences nationales menées dans le cadre du Programme d'Investissement d’Avenir Istex (2012 - 2018). Les marchés signés avec les éditeurs en application du Plan de soutien à l’édition scientifique française (2017-2018) et des acquisitions pérennes des licences nationales complémentaires des abonnements courants ont ensuite permis d’étoffer le contenu de la ressource Istex. Depuis 2019, les acquisitions se poursuivent également dans le cadre du GIS CollEx-Persée.

## Outils et services autour de l’API Istex
Les publications présentes dans Istex sont des données accessibles en un seul lieu, interopérables, homogénéisées, et enrichies. Plusieurs ressources et outils ont été développés autour de l’API Istex permettant de décrire son contenu, de faciliter son interrogation ou de télécharger des documents.
Accéder aux ressources Istex
- L'outil Istex Search, qui remplace le démonstrateur et Istex-DL[12], permet d'interroger le réservoir, d'explorer les résultats, de télécharger massivement des données dans plusieurs formats et propose des passerelles vers des outils d'analyse de corpus.
- Google Scholar et l'extension Click & Read offrent d'accéder à des articles grâce à des requêtes OpenURL.

Se documenter
- La revue de sommaire recense toutes les ressources Istex (par éditeur, par revue, etc.).
- data.istex contient des référentiels documentaires sur les métadonnées Istex produites et / ou transformées à l'Inist.

Se former
- Une documentation et des tutoriels didactiques sont à votre disposition.
- Des formations et un accompagnement personnalisé vous permettent de réussir la constitution de votre corpus.

Aller plus loin dans la fouille de textes
Istex contient des liens vers des services d’aide à la recherche développés à l’Inist-CNRS pour aller plus loin vers la fouille de textes en :
- utilisant des corpus scientifiques prêts à l’emploi pour entraîner des outils de fouille de textes ;
- préparant, explorant et publiant des données grâce à l’outil open-source Lodex ;
- enrichissant des données grâce à des web-services ;
- consultant TM tools-Explorer : une liste de trois cents outils libres spécialisés dans le traitement automatique des langues et l'exploration de texte ;
- utilisant ou partageant des ressources terminologiques grâce à la plateforme Loterre.